# Bullet time
Bullet time este efectul sau impresia vizuală de detașare de timp și spațiu a camerei (sau a privitorului), față de subiectul vizibil. Este folosit în filme precum Matrix, reclame și jocuri (Max Payne, Mirror's Edge). Caracteristicile sale țin de încetinirea timpului (destul cât să poată fi redate evenimente impercetibile și care nu pot fi filmate în mod normal, cum ar fi evitarea gloanțelor). Acest lucru nu poate fi obținut prin tehnici slow motion convenționale, deoarece camera ar trebui să se miște la o viteză prea mare.